# 狩野光信
狩野 光信（かのう みつのぶ、永禄8年〈1565年〉 - 慶長13年6月4日〈1608年7月15日〉）は、安土桃山時代の狩野派の絵師。狩野永徳の長男。狩野探幽は弟・孝信の子供で甥に当たる。名は四郎次郎、通称は右京進。子の貞信も右京進と称し、両者を区別のため後に古右京とも呼ばれた。

## 略伝
山城国で生まれる。はじめ織田信長に仕え、父永徳とともに安土城の障壁画などを描く。その後、豊臣秀吉に仕えた。天正18年（1590年）に父永徳が没した後、山城国大原に知行100石を拝領、狩野派の指導者となる。天正20年（1592年）肥後国名護屋城を制作。その後も豊臣家の画用を務め多忙であったようだ。慶長8年（1603年）京都の徳川秀忠邸（二条城）に大内裏図を作成している。慶長11年（1606年）江戸幕府の命で江戸へ赴き、江戸城殿舎に障壁画を描く。しかし、慶長13年（1608年）帰京途中で桑名で客死してしまう。享年44、または48。家督は長男の狩野貞信が継いだ。
父永徳の豪壮な大画様式とは対照的な理知的で穏やかな作風は、当時の戦国武将たちの好みとは合わなかったらしく、本朝画史では「下手右京」と酷評を受け近世を通じて評価が低かった。しかし、祖父の狩野松栄や曾祖父狩野元信の画風や中世の大和絵を取り入れ、自然な奥行きのある構成や繊細な形姿の樹木・金雲などを描き、特に花鳥画に優れる。また、永徳時代には排斥の対象ですらあった長谷川派との親和を図り、新たな画題である風俗画に取り組むことで、永徳様式からの自立と新たな絵画領域の開拓を目指した。こうした光信の画業を継承する狩野長信や狩野興以、狩野甚之丞のような門人もおり、光信の画風は永徳様式から甥の探幽を中心とする江戸狩野様式への橋渡しする役割を果たしたといえる。

## 代表作

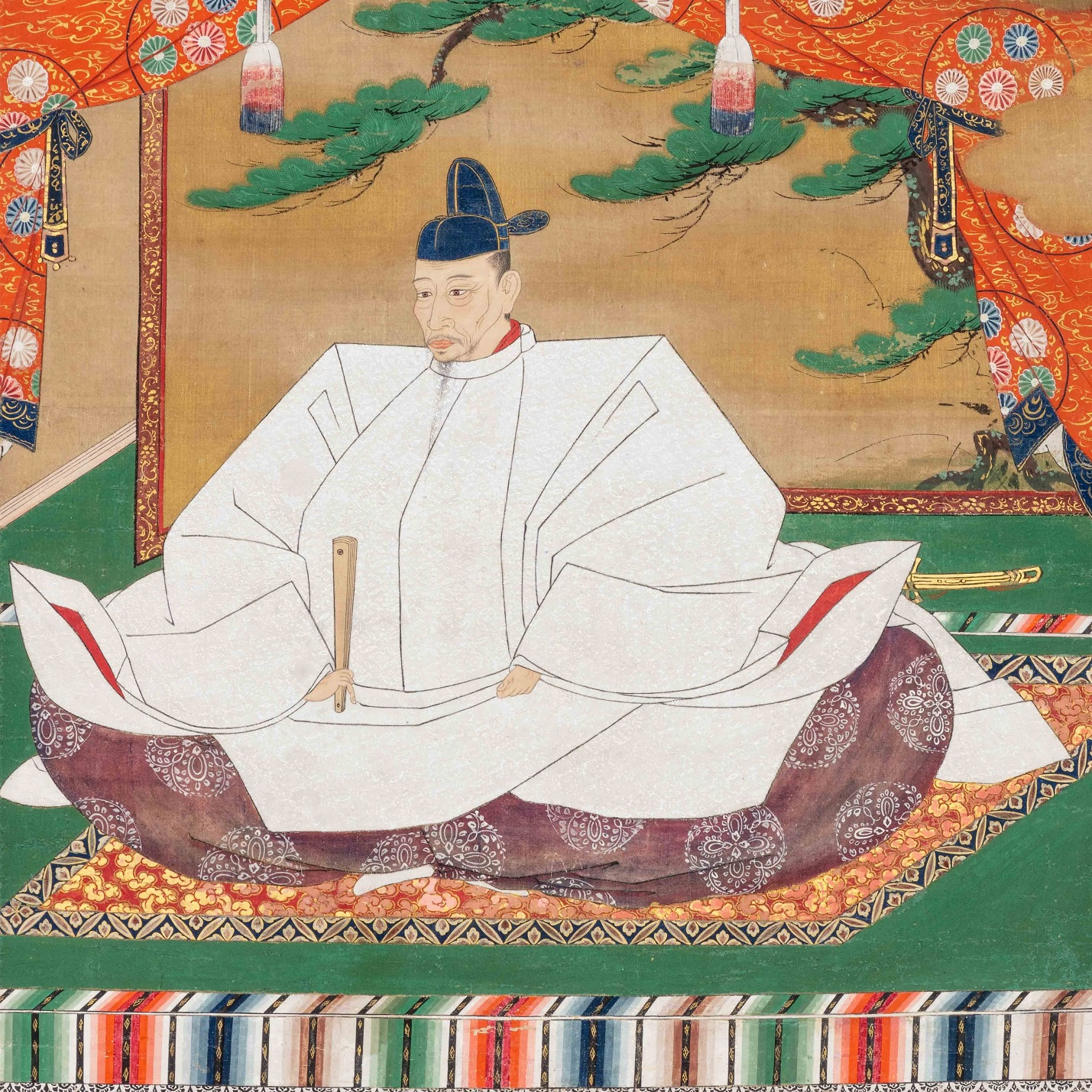
豊臣秀吉像

- 園城寺勧学院客殿一之間「滝図」「四季花木図」 （重要文化財） 紙本金地著色 床壁貼付3面、襖8面、戸襖4面 慶長5年（1600年）
- 法然院障壁画 （重要文化財）
- 妙法院玄関、大書院障壁画 （重要文化財）
- 都久夫須麻神社障壁画
- 豊臣秀吉像画稿 （重要文化財） 紙本墨画淡彩、逸翁美術館
- 豊臣秀吉像 （重要文化財） 絹本著色、高台寺 南化玄興賛
- 高台寺霊屋障壁画 （重要文化財） 慶長10年（1605年）
- 相国寺法堂天井画「蟠龍図」、板絵著色 慶長10年（1605年）
- 西王母・東方朔図屏風、出光美術館
- 韃靼人狩猟図屏風、出光美術館
- 肥前名護屋城図屏風、佐賀県立名護屋城博物館

## 墓所

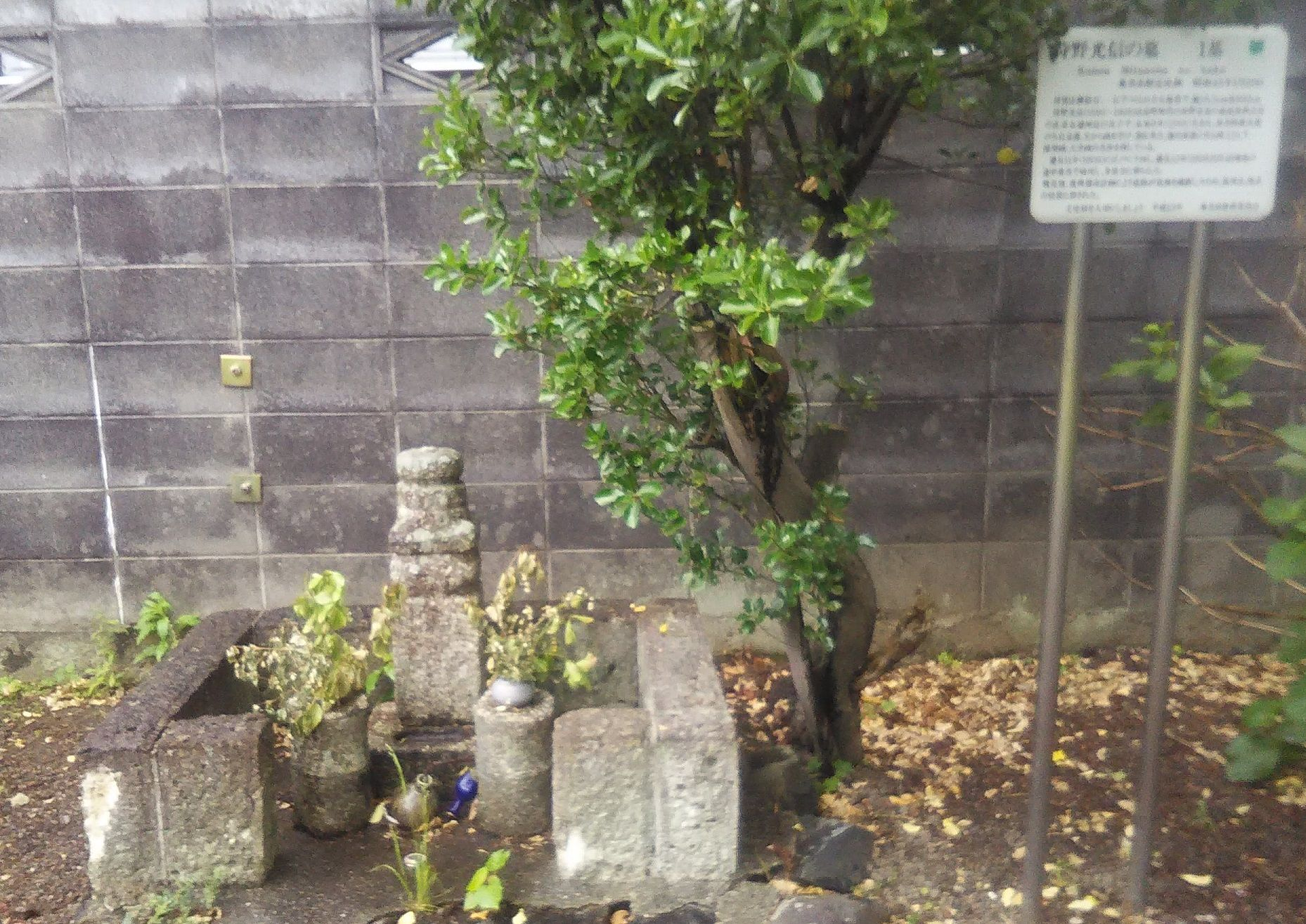
狩野光信の墓(桑名市寿量寺)

狩野光信の墓（桑名市指定史跡）寿量寺と、京都の妙覚寺。